# Pinchas Zukerman
Pinchas Zukerman (hebraico: פנחס צוקרמן; Tel Aviv, 16 de julho de 1948) é um violinista, violista e maestro israelense, nomeado diretor musical da National Arts Centre Orchestra de Ottawa, Canadá, em abril de 1998.
Zukerman, nasceu em Tel Aviv, filho de Yehuda e Miriam Lieberman Zukerman. Ele partiu para os Estados Unidos e estudou na Juilliard School. Ele fez sua estréia em Nova Iorque em 1963. De 1980 a 1987 ele foi diretor da Saint Paul Chamber Orchestra em Minnesota.